# 鴨綠
鴨綠是一種介於藍色與綠色之間的顏色，類似暗綠和深青色，其歐洲各語言的名稱源自於綠頭鴨、綠翅鴨，這種鳥的頭上有類似顏色的條紋。該色能以於白色中加入藍色和綠色，或依需求加入黑色或灰色而調成。 
鴨綠色的互補色是栗色 ，這種顏色也是1987年制訂的16 HTML/CSS网页颜色中的一種。鴨綠色的英文名稱最早於1917年始有記錄。

## 外部連結
- 维基词典中的词条「Teal」
- how to do eyeshadow